# Pluton (1805)
Pour les autres navires du même nom, voir Le Pluton.
Le Pluton était un navire de ligne de 74 canons de la marine française de la classe Téméraire en service dans la marine française de 1804 à 1808, puis dans la marine espagnole de 1808 à 1814.

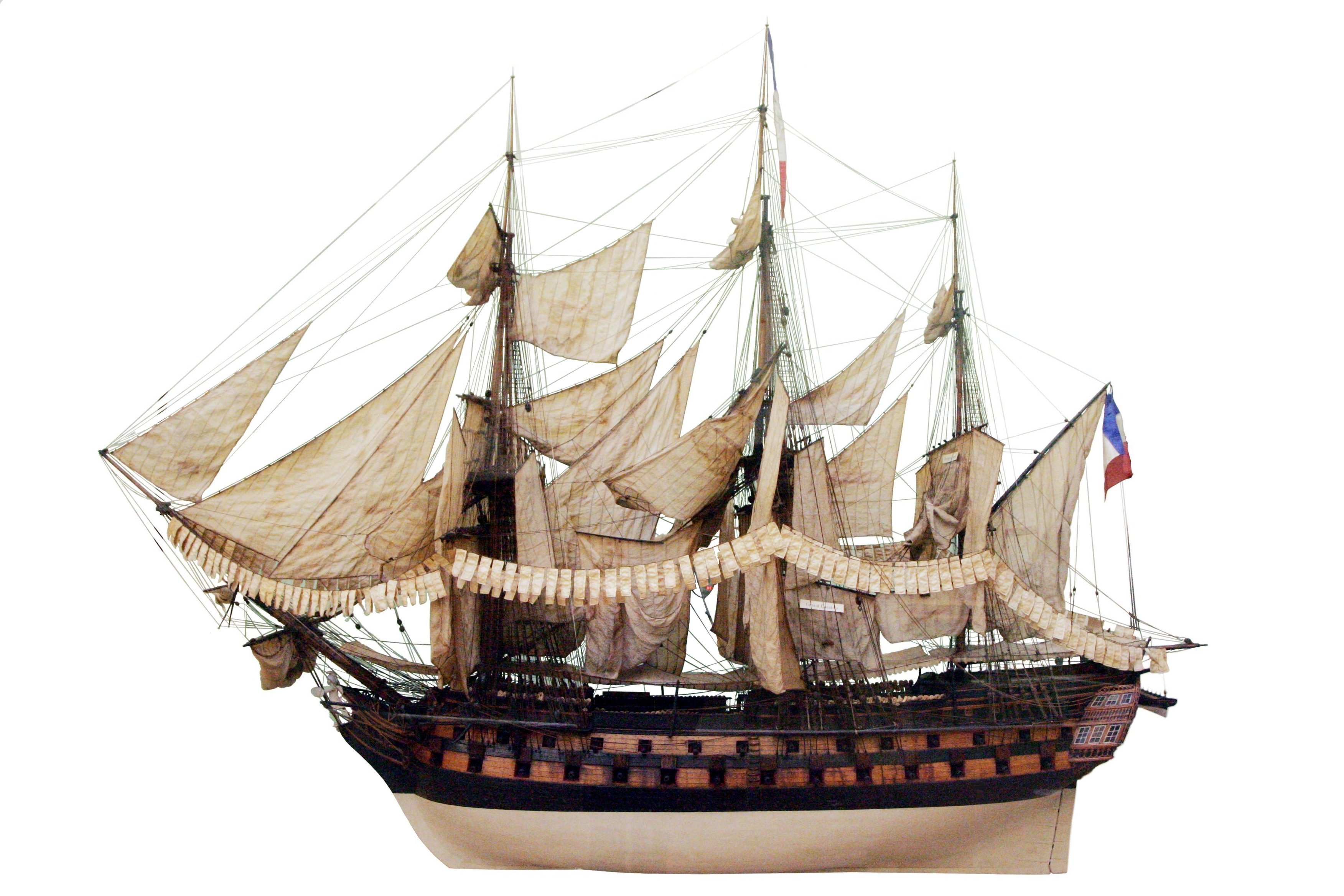
Le Pluton, flambant neuf en 1805 comme l’Achille (maquette de ce dernier), fera la campagne de Trafalgar.

## Construction
Le Pluton est un vaisseau de ligne de classe Téméraire (sous-classe Borée), construit à Toulon, en 1804. Ce type de vaisseau de 74 canons constitue l'armature de la flotte impériale en reconstruction.

## Service sous le pavillon français
Sous les ordres du capitaine Cosmao-Kerjulien il fait partie de l'escadre commandée par le vice-amiral Villeneuve au printemps 1805 qui quitte Toulon pour les Antilles en mars, pour y attirer Nelson. Avec celui du Berwick c'est l'équipage du Pluton qui réalise la reprise du Rocher du Diamant le 2 juin. Il joue un rôle remarqué aux combats du cap Finisterre le 22 juillet, puis à la Bataille de Trafalgar le 21 octobre au cours de laquelle 60 membres d'équipage sont tués et 132 blessés.
Deux jours plus tard, le 23 octobre 1805, il est le vaisseau amiral de la contre-attaque française menée depuis Rota, à la sortie de la baie de Cadix, par le capitaine de vaisseau Cosmao-Kerjulien, avec l'Indomptable, le Neptune, le Rayo, et le San Francisco de Asis, pour reprendre les navires capturés par les Britanniques. Ils réussirent à reprendre le Santa Anna et le Neptuno. Pour éviter qu'elles ne soient reprises, les Britanniques sabordent l'Intrépide et plusieurs autres prises. Le Rayo et le San Francisco de Asis font naufrage lors du voyage de retour.
Réfugié à Cadix, en très mauvais état après la bataille, il y reste jusqu'à l'insurrection espagnole de 1808. Les 9 et 10 juin, la flotte britannique canonne les navires à quai. Le 11, menacé par les canons des rebelles espagnoles, l'amiral de Rosily tente une sortie de la rade, mais les vents contraires font échouer la manœuvre. Le 14 juin, pris entre deux feux, les navires français capitulent.

## Service sous le pavillon espagnol
Le Pluton est incorporé dans la flotte espagnole sous le nom de Montanes et détruit en 1814 au Ferrol.